# Molycria
Molycria är ett släkte av spindlar. Molycria ingår i familjen Prodidomidae.

## Dottertaxa tillMolycria, i alfabetisk ordning[1]
- Molycria amphi
- Molycria broadwater
- Molycria bulburin
- Molycria bundjalung
- Molycria burwelli
- Molycria canonba
- Molycria cleveland
- Molycria cooki
- Molycria dalby
- Molycria daviesae
- Molycria dawson
- Molycria drummond
- Molycria goanna
- Molycria grayi
- Molycria isla
- Molycria kaputar
- Molycria mammosa
- Molycria mcleani
- Molycria milledgei
- Molycria moffatt
- Molycria monteithi
- Molycria moranbah
- Molycria nipping
- Molycria quadricauda
- Molycria raveni
- Molycria robert
- Molycria smithae
- Molycria stanisici
- Molycria taroom
- Molycria thompsoni
- Molycria tooloombah
- Molycria upstart
- Molycria wallacei
- Molycria wardeni
- Molycria vokes
- Molycria wrightae